# Cristal AC
Cristal AC is een Braziliaanse voetbalclub uit Macapá in de staat Amapá.

## Geschiedenis
De club werd opgericht op 15 november 1969. Na de invoering van het profvoetbal in 1991 speelde de club met enkele onderbrekingen steeds in de hoogste klasse van het staatskampioenschap en werd in 2008 staatskampioen. Na 2011 speelde de club niet meer in de hoogste klasse. 

## Erelijst
Campeonato Amapaense
2008